# Кіно бойових мистецтв

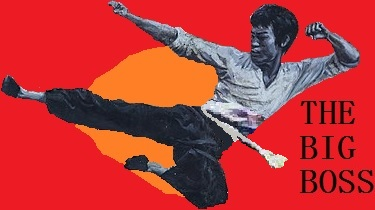
Плакат фільму Великий бос (фільм, 1971)

Кіно бойових мистецтв (англ. Martial arts film) — один з напрямів бойовиків.
Фільми містять велику кількість бойових сцен, які, як правило, є центральним елементом усього твору, а також основою для розвитку сюжету і розкриття образів персонажів. Сюжетні лінії фільмів зазвичай не відрізняються оригінальністю і мають схематичний характер: хоробрий герой, що досконало володіє бойовими мистецтвами (карате, кунг-фу, тхеквондо чи іншими бойовими мистецтвами або у процесі отримання бойових навичок), кидає виклик знахабнілим злочинцям, перемагає їх і у фінальному двобої завдає нищівної поразки головному злочинцю, великому майстру східних єдиноборств.
Існує два всесвітньовідомих виробника «кіно бойових мистецтв»: Голлівуд і Гонконг. Азійський ринок щорічно випускає значну кількість фільмів-бойовиків з бойовими мистецтвами; вихідцями з Гонконгу була чимала кількість суперзірок фільмів цієї категорії — акторів, каскадерів, режисерів.

## Найвідоміші виконавці
- Брюс Лі (кунг-фу)
- Джекі Чан (кунг-фу в комічно-пародійному варіанті)
- Чак Норріс (карате, кікбоксинг)
- Стівен Сігал (айкідо)
- Жан-Клод Ван Дамм (кікбоксинг)
- Дольф Лундгрен (карате)
- Брендон Лі (кунг-фу)
- Синтія Ротрок (карате, тхеквондо, ушу)
- Дон Вілсон (кікбоксинг)
- Тоні Джаа (муай-тай)
- Скотт Едкінс (тхеквондо, дзюдо, кікбоксинг)
- Веслі Снайпс (капоейра)
- Хіроюкі Санада (карате)
- Сонні Тіба (карате)
- Джейсон Стейтем (кікбоксинг)
- Донні Єн (ушу)
- Саммо Хунг (кунг-фу)
- Марк Дакаскос (карате, кунг-фу)
- Єн Біяо (кунг-фу)
- Шо Косугі (карате, ушу, теквондо)
- Майкл Дудікофф (карате)
- Джет Лі (ушу)
- Мішель Єо (кунг-фу)
- Боло Йенг (кунг-фу)
- Чжан Цзиї (кунг-фу)
- Іко Ювайс (сілат)
- Майкл Джей Вайт (карате, кікбоксинг)
- Міфуне Тосіро (карате)
- Кері-Хіроюкі Тагава (карате)
- Сильвестр Сталлоне (бокс)

## Найвідоміші фільми
Див. також Категорія:Фільми про бойові мистецтва
- «Вихід Дракона» (англ. Enter the Dragon), реж. Роберт Клауз (1973)
- «Малюк-каратист» (англ. Karate Kid), реж. Джон Г. Евілдсен (1984)
- «Убий іще й іще» (англ. Kill and Kill Again), реж. Айвен Голл (1981)
- «Кривавий спорт» (англ. Bloodsport), реж. Ньют Арнолд (1987)
- «Тигр підкрадається, дракон ховається» (англ. Crouching Tiger, Hidden Dragon), реж. Енг Лі (2000; Оскар)
- «Іп Ман» (англ. Ip Man), реж. Вілсон Іп (2008)